# Neptidopsis
A Neptidopsis a rovarok (Insecta) osztályának a lepkék (Lepidoptera) rendjéhez, ezen belül a tarkalepkefélék (Nymphalidae) családjához tartozó Biblidinae alcsalád egyik neme.

## Rendszerezés
A nembe az alábbi 2 faj tartozik:
- Neptidopsis ophione
- Neptidopsis fulgurata